# U 318
U 318 war ein deutsches U-Boot vom Typ VII C/41, das durch die deutsche Kriegsmarine während des Zweiten Weltkrieges im Nordatlantik und im Arktischen Ozean eingesetzt wurde.

## Geschichte
U 318 wurde am 14. Oktober 1941 bei der Flender Werke AG Lübeck in Auftrag gegeben. Das Boot wurde am 14. Oktober 1942 auf Kiel gelegt und lief am 25. September 1943 vom Stapel. Die Indienststellung erfolgte am 13. November 1943 durch Oberleutnant zur See Josef Will. Er führte mit dem Boot insgesamt vier Unternehmungen durch, welche allesamt in der Nähe der Küste Norwegens erfolgten. Während dieser Feindfahrten versenkte oder beschädigte Will keine gegnerischen Schiffe. Wie viele deutsche U-Boote seiner Zeit verfügte auch U 318 über ein bootsspezifisches Zeichen, das üblicherweise von der Besatzung ausgewählt und gestaltet wurde. Es handelte sich um ein stilisiertes Porträt des Dichters Joachim Ringelnatz, unterschrieben mit dem Namen seiner bekanntesten Figur: Kuttel Daddeldu.

## Kommandant
Josef Will wurde am 30. April 1906 in Mülheim an der Ruhr geboren und trat 1939 in die Kriegsmarine ein. Seine U-Bootausbildung erfolgte zwischen April und September 1943. In dieser Zeit wurde Will zum Oberleutnant zur See der Reserve befördert. Im Anschluss an einen U-Bootkommandantenlehrgang übernahm er im Oktober desselben Jahres das Kommando auf U 318.

## Einsätze und Verbleib
Will verlegte mit U 318 im Juni 1944 von Kiel nach Bergen. Von Norwegen aus absolvierte das Boot bis Kriegsende drei Unternehmungen im Nordmeer, in der Barentssee und im Weißen Meer. Anfang Dezember 1944 war U 318 am Angriff auf den alliierten Geleitzug Geleitzug RA 62 beteiligt, der in der Kola-Bucht zusammengestellt worden war und mit 28 Handelsschiffen in Ballast nach Loch Ewe fahren sollte. Am 9. Dezember versuchten Schiffe des außergewöhnlich starken Geleitschutzes die deutschen U-Boote vom Eingang des Kola-Fjords zu vertreiben. Mehrere Geleitschiffe verfolgten in der Folge U 318 und machten Will einen Angriff auf den Geleitzug unmöglich.
Anfang Februar 1945 wurde U 318 erneut vor dem Kola-Fjord eingesetzt. Es war der U-Bootgruppe Rasmus zugeteilt, die nach Maßgaben der von Karl Dönitz entwickelten Rudeltaktik den kleinen Konvoi HK 2 aufspüren und bekämpfen sollte, der am Tag zuvor von einem Wetterbeobachtungsflugzeug entdeckt worden war. Auch im Rahmen des Einsatzes der U-Bootgruppe Rasmus gelang es Kommandant Will nicht, ein gegnerisches Schiff zu versenken.
Am 19. Mai 1945 kapitulierte Will bei Narvik. Das Boot wurde am 21. Dezember 1945 von den Briten nach Irland geschleppt, um nordwestlich der Insel im Rahmen der Operation Deadlight versenkt zu werden.